# London Internet Exchange
LINX (London Internet Exchange) je největší evropské peeringové centrum v Londýně. Největší je podle počtu připojených ISP a propojených sítí. Největším podle velikosti datových toků je v Evropě AMS-IX.
Specialitou tohoto peeringového systému jsou dvě fyzicky zcela oddělené sítě, značně vylepšující redundanci. To vše dohromady tvoří dvě oddělené obrovské lokální sítě (LAN), routery ISP jsou tedy propojeny na linkové vrstvě.

## Propojovací místa
- Telehouse North
- Telehouse East
- Telehouse West
- TelecityGroup, 6&7 Harbour Exchange Square
- TelecityGroup, 8&9 Harbour Exchange Square
- TelecityGroup, Bonnington House, Millharbour
- TelecityGroup, Sovereign House, Marsh Wall
- TelecityGroup, Powergate
- Equinix, London-4
- Interxion, London City